# Рахим Стърлинг
Рахѝм Шакѝл Стъ̀рлинг (на английски: Raheem Shaquille Sterling) е английски футболист от ямайски произход, играещ като крило и атакуващ халф за отбора на Арсенал.
Роден е на 8 декември 1994 г. Стърлинг започва своята кариера в Куинс Парк Рейнджърс, преди да подпише с Ливърпул през 2010 г. Представлява Англия в младежките отбори под 16, 17 и 21 години. Дебютира в мъжкия отбор през ноември 2012. Взема участие на Световното първенство през 2014 г. в Бразилия.

## Клубна кариера
Стърлинг е привлечен в Ливърпул от академията на КПР от Рафаел Бенитес през февруари 2010 г. за сумата от £600 000, която може да нарасне до £5 млн. в зависимост от броя участия в основния отбор. Първия си мач играе в приятелска среща, част от подготвителното турне на клуба, срещу Борусия Мьонхенгладбах в Германия на 1 август 2010 г.
Стърлинг играе в младежката формация на клуба и вкарва първия си гол в приятелска среща срещу Хибърниън, която завършва с равенство 2 – 2. Първият му мач в първенството е равенство 2 – 2 с Астън Вила, а първата победа идва като домакин срещу ФК Бристъл Сити седмица по-късно. На 15 декември същата година Стърлинг вкарва в мач от младежката FA купа срещу Нотс Каунти при победата с 4 – 0. На 14 февруари 2011 г. вкарва 5 гола при победата на тима си с 9 – 0 срещу Саутенд.
На 24 март 2012 г., на 17 години и 107 дни, Стърлинг прави официалния си дебют за първия отбор на Ливърпул като резерва в мач от първенството срещу Уигън, като става вторият най-млад футболист, играл за клуба. На 1 май същата година прави и второто си участие, отново като резерва, срещу Фулъм. На финалната домакинска среща от сезона влиза отново като резерва при победата с 4 – 1 над Челси.
През август 2012 г. прави и първото си участие за клуба в ЕКТ, в квалифиционен мач от Лига Европа срещу Гомел, като заменя Джо Коул при победата с 1 – 0. Следващата седмица вкарва и първия си гол за основния отбор – през първото полувреме в приятелския двубой с Байер Леверкузен. На 23 август 2012 г. играе първия си мач като титуляр за Ливърпул в Лига Европа в квалифиционен мач срещу Хартс, завършил с победа с 1 – 0. Три дни по-късно започва като титуляр и в първенството срещу Манчестър Сити, при равенството 2 – 2. Играе пълни 90 минути при загубата от Арсенал на 2 септември същата година и при равенството със Съндърланд на 15 септември, когато прави една асистенция и става играч на мача. На 19 септември Стърлинг е един от тийнейджърите, които заминават в Швейцария, за да играят срещу Йънг Бойс в мач от груповата фаза на Лига Европа. Влиза като смяна на Стюарт Даунинг през второто полувреме и Ливърпул печелят с 5 – 3. На 20 октомври вкарва първия си гол в първенството за Ливърпул с удар от границата на наказателното поле в 29-а минута при победата с 1 – 0 срещу Рединг. Така става вторият най-млад футболист в историята на Ливърпул, който отбелязва гол в първенството, единствено зад Майкъл Оуен. На 21 декември същата година удължава договора си с Ливърпул. Вкарва втория си гол в първенството на 2 януари 2013 г., като открива резултата при победата с 3 – 0 над Съндърланд, с прехвърлящ удар над вратаря Симон Миньоле.
На 27 август вкарва първия си гол за сезон 2013/14, като открива резултата срещу Нотс Каунти при победата с 4 – 2 в турнира за Купа на Лигата. На 4 декември вкарва и първия си гол в първенството за сезона при победата с 5 – 1 над Норич. Продължава добрата си форма през декември и вкарва още 2 гола при победите с 5 – 0 над Тотнъм и 3 – 1 над Кардиф Сити. На 8 февруари 2014 г. вкарва два пъти при победата с 5 – 1 над Арсенал на Анфийлд. На 13 април вкарва откриващото попадение при победата с 3 – 2 над Манчестър Сити. Седмица по-късно вкарва 2 гола и асистира за друг при победата на Ливърпул с 3 – 2 над Норич на Керъл Роуд. На 18 април е обявен за един от шестимата играчи, номинирани за наградата Млад играч на годината.
На 17 август 2014 г. Стърлинг вкарва и помага на Ливърпул да спечели откриващия мач от сезона, победа с 2 – 1 у дома на Анфийлд срещу Саутхамптън. На 31 август вкарва откриващото попадение при победата в първенството с 3 – 0 над Тотнъм на Уайт Харт Лейн и е избран за играч на мача.
На 16 септември прави дебюта си в Шампионската лига при победата с 2 – 1 над българския шампион Лудогорец на Анфийлд. На 14 декември 2014 г. прави 100-тното си участие за Ливърпул в мач срещу Манчестър Юнайтед на Олд Трафорд. На 17 декември Стърлинг вкарва два гола при победата с 3 – 1 над АФК Борнмът на Дийн Корт в четвърт-финална среща от турнира за Купата на Лигата.
На 20 декември Стърлинг е обявен за получателя на наградата „Златно момче“.

## Успехи
Манчестър Сити
- Висшата лига:2017-2018,2018-2019,2020-2021,2021-2022
- FA cup:2018-2019
- Карабао къп:2015-2016,2018-2019,2019-2020,2021-2022
- FA community shield:2019
- Второ място за Шампионска лига:2020-2021

Англия
- Второ място във Европейското първенство:2020
- Лига на нациите-3то място:2018-2019

Индивидуални
- Ливърпул-млад играч на сезона:2013-2014,2014-2015
- Златно момче:2014
- Играч на месеца във ВЛ:2016,2018,2021

## Национален отбор
Въпреки че живее в Англия от петгодишна възраст, Стърлинг първоначално е допуснат да представлява само Ямайка на международно ниво. През септември 2009 г. ФИФА се съгласява с предложението на Английската, Северноирландската и Уелската футболни асоциации за актуализирането на споразумението за т.нар. „домашни народи“, което позволява на играчите, които са обучавани пет или повече години да бъдат допуснати в националния отбор. Стърлинг първо представлява Англия във формацията под 16 години през ноември 2009 г. в мач срещу Северна Ирландия. Когато говори за възможността да играе за Ямайка, Стърлинг казва: „Има време докогато се стигне да взема това решение, но ако Ямайка ме потърсят, защо не?“.
Стърлинг е избран да играе за Англия на Световното първенство за младежи под 17-годишна възраст през 2011 г. Отбелязва гол от далечна дистанция при първата победа на Англия с 2 – 0 над Руанда в Пачука. Вкарва също и срещу Аржентина във втория етап на турнира в мач, който Англия печелят с 4 – 2 след дузпи. На 10 септември 2012 г. е повикан в първия отбор на Англия за първи път в квалификация за Световното първенство през 2014 г., в мач срещу Украйна, като остава неизползвана резерва. В ранния октомври е повикан за пръв път и в отбора на Англия за под 21 години и прави дебюта си като резерва по време на мач срещу Сърбия на 16 октомври. Вкарва първия си гол за този отбор на 13 август, при победата с 6 – 0 над Шотландия.
Дебютира за Англия на 14 ноември 2012 г. като титуляр в приятелска среща срещу Швеция. На 5 март 2014 г. прави и второто си участие и е избран за играч на мача при победата на Англия над Дания с 1 – 0 в приятелска среща, играна на Уембли.
На 12 май е избран за един от 23-мата, които са в отбора за световното първенство. В приятелска среща преди началото на турнира на 4 юни срещу Еквадор в Маями в четвъртото си участие, Стърлинг събаря с шпагат Антонио Валенсия, който реагира като го сграбчва за врата. Така и двамата получават червени картони за действията си. По-късно Валенсия се извинява за реакцията си.
На 14 юни Стърлинг започва като титуляр в първата среща на Англия в групата, при загубата с 2 – 1 от Италия в Манаус, и е оценен от БиБиСи като най-добрия футболист от отбора.

## Стил на игра
Стърлинг играе като крило, атакуващ полузащитник или нападател. Полузащитникът на „Барселона“ Шави казва през ноември 2014 г., че Стърлинг е достатъчно добър да играе за отбора от Ла Лига, като хвали физическите и техническите му качества.

## Личен живот
Стърлинг отраства в района на Мавърлей в Кингстън, Ямайка, и е отгледан от своята баба. На 5-годишна възраст емигрира в Лондон, Англия, с майка си. Баща му е убит в Ямайка, когато Стърлинг е на 9 години.
Посещава гимназията „Копланд“ в района на Уембли, северозападен Лондон. Има една дъщеря, родена през 2012 г., след кратка връзка.
На 8 август 2013 г. Стърлинг е арестуван за предполагаемо нападение над приятелката си, която е модел. Обявен е за невинен от съда в Ливърпул на 20 септември същата година. Явявал се и преди това в съда за друго нападение над жена, но случаят е изоставен след като предполагаемият свидетел не се е появил. Адвокатският хонорар е платен от прокуратурата.
В интервю с всекидневника „Дейли Мейл“ през 2013 г. Стърлинг заявява, че е християнин и вярата е важно нещо за него.

## Спонсорски договори
През 2012 г. подписва спонсорски договор с американския доставчик на спортни облекла и оборудване Найк. През ноември 2012 г. се появява в реклама за новите бутонки на Найк – Green Speed II, заедно с Марио Гьоце, Тио Уолкът, Еден Азар, Кристиян Ериксен и Стефан Ел Шаарауи. През януари 2013 г. е модел за новите бутонки на Найк – Mercurial Vapor IX.